# Солонешенський район
Солоне́шенський район (рос. Солонешенский район) — район у складі Алтайського краю Російської Федерації.
Адміністративний центр — село Солонешне.

## Історія
Район утворений 1924 року.

## Населення
Населення — 9309 осіб (2019; 10720 в 2010, 12436 у 2002).

## Адміністративний поділ
Район адміністративно поділяється на 8 сільських поселень (сільрад):
| Поселення                     | Площа, км² | Населення, осіб (2002) | Населення, осіб (2010) | Населення, осіб (2019) | Центр      | Населені пункти |
| ----------------------------- | ---------- | ---------------------- | ---------------------- | ---------------------- | ---------- | --------------- |
| Березовська сільська рада     | 301,44     | 1015                   | 925                    | 795                    | Березовка  | 3               |
| Карповська сільська рада      | 245,82     | 680                    | 535                    | 415                    | Карпово    | 3               |
| Лютаєвська сільська рада      | 250,99     | 736                    | 514                    | 404                    | Лютаєво    | 3               |
| Сибірячихинська сільська рада | 398,74     | 1192                   | 970                    | 838                    | Сибірячиха | 5               |
| Солонешенська сільська рада   | 965,18     | 5768                   | 5203                   | 4724                   | Солонешне  | 6               |
| Степна сільська рада          | 412,81     | 775                    | 610                    | 481                    | Степне     | 3               |
| Тополинська сільська рада     | 643,36     | 1249                   | 1146                   | 1003                   | Топольне   | 4               |
| Тумановська сільська рада     | 310,75     | 1021                   | 817                    | 649                    | Туманово   | 4               |

## Найбільші населені пункти
Нижче подано список населених пунктів з чисельністю населенням понад 1000 осіб:
| № | Населений пункт | Населення, осіб (2002) | Населення, осіб (2010) |
| - | --------------- | ---------------------- | ---------------------- |
| 1 | Солонешне       | 4753                   | 4441                   |
| 2 | Топольне        | 1093                   | 1038                   |